# Fesenzac
El Fesenzac, (en occità: Fesensac) és un parçan o comarca d'Occitània situat a la Gascunya. La seva vil·la principal és Vic de Fesensac. El parçan ocupa les terres de l'antiga jurisdicció feudal del comtat de Fesensac.
Segons la proposta de divisió territorial d'Occitània del diari Jornalet, basada en l'obra de Frederic Zégierman Le Guide des pays de France, el Fesenzac estaria ubicat a la regió de la Gascunya, subregió de l'Armanyac.
Oficialment, les comunes del Fesenzac estan adscrites administrativament i situades al centre del departament francès de Gers, a la regió administrativa d'Occitània.